# Rhynchagrotis binominalis
Rhynchagrotis binominalis är en fjärilsart som beskrevs av Smith 1887. Rhynchagrotis binominalis ingår i släktet Rhynchagrotis och familjen nattflyn. Inga underarter finns listade.